# Железнодорожный транспорт в Луганской Народной Республике
На момент основания Луганской Народной Республики в границах Луганской области Украины и провозглашения независимости ЛНР (апрель — май 2014 года) на этой территории существовала разветвлённая железнодорожная сеть, относящаяся к Донецкой железной дороге — подразделению Украинской железной дороги. Имелись сопряжения с соседними регионами Украины — Донецкой и Харьковской областями, а также с регионами России — Белгородской и Ростовской областями.
В результате начавшихся в апреле 2014 года боевых действий между силами непризнанных ЛНР, ДНР и поддерживающих их России с одной стороны и Украины с другой стороны железнодорожные связи с контролируемыми Украиной территорией были нарушены, железнодорожная инфраструктура на подконтрольной ЛНР территории пострадала в результате боевых действий.
Начиная с 2015 года, когда было согласовано Второе минское соглашение, линия соприкосновения противоборствующих сторон относительно стабилизировалась. ЛНР и Украина организовали транспортные связи на подконтрольным соответствующим вооружённым силам частям Луганской области.
В ЛНР было образовано государственное унитарное предприятие Луганской Народной Республики «Луганская железная дорога» (ГУП ЛНР «Луганская железная дорога»).
Организовано движение поездов по маршрутам Луганск — Ясиноватая (территория, подконтрольная ДНР — ГУП ДНР «Донецкая железная дорога») и пригородных поездов по маршрутам Родаково — Мануиловка, Луганск — Мануиловка, Луганск — Дебальцево, Луганск — Родаково, Родаково — Дебальцево, Родаково — Сентяновка, Фащевка — Красная Могила.
Несмотря на противостояние, с подконтрольной ЛНР территории вблизи Ровенек и Свердловска была организована доставка угля железнодорожным транспортом на находящуюся на подконтрольной Украине территории Луганскую ТЭС (через территорию России).
25 июля 2019 года был создан трансграничный концерн «Железные дороги Донбасса», включающий ГУП ЛНР «Луганская железная дорога» и государственное унитарное предприятие Донецкой Народной Республики «Донецкая железная дорога» (ГУП ДНР «Донецкая железная дорога»).
По состоянию на февраль 2022 года железнодорожная сеть ЛНР фактически имела с иными железными дорогами стыки по следующим линиям :
- Чернухино — Кумшацкий (с ГУП ДНР «Донецкая железная дорога»)
- Чернухино — Дебальцево (с ГУП ДНР «Донецкая железная дорога»)
- Первомайск — Попасная (временно не эксплуатируется)
- Луганск — Кондрашевская
- Семейкино-Новое — Кондрашевская-Новая
- Должанская — Гуково (с Северо-Кавказской железной дорогой)

Начиная с 19 февраля 2022 года железнодорожный транспорт был задействован при эвакуации жителей ЛНР в Россию со станции Луганск с промежуточными остановками в Алчевске и Свердловске.
После февраля 2022 года, когда в боевые действия против Украины на стороне ЛНР и ДНР открыто включилась Россия, Луганская Народная Республика начала устанавливать контроль над новыми (или ранее утраченными) территориями Луганской области. К 15 марта 2022 года были выполнены восстановительные работы на участке Луганск — Станица Луганская (станции Кондрашевская и Кондрашевская-Новая). 19 марта 2022 года был запущен поезд Луганск — Старобельск.